# Augsburg Classic
Het Duitse golftoernooi Augsburg Classic maakte sinds 2006 deel uit van de EPD Tour. De Augsburg Classic werd gespeeld op de baan van Golfclub Augsburg.
| Jaar | Winnaar             | Land      |
| ---- | ------------------- | --------- |
| 2006 | John Bleys          | Nederland |
| 2007 | Taco Remkes         | Nederland |
| 2008 | Richard Porter      | Duitsland |
| 2009 | Christopher Trunzer | Duitsland |
| 2010 | Felix Eibl          | Duitsland |